# Apanteles taeniaticornis
Apanteles taeniaticornis är en stekelart som beskrevs av Wilkinson 1928. Apanteles taeniaticornis ingår i släktet Apanteles och familjen bracksteklar. Inga underarter finns listade i Catalogue of Life.